# Torvilliers
Torvilliers település Franciaországban, Aube megyében. Lakosainak száma 1035 fő (2022. január 1.). Torvilliers La Chapelle-Saint-Luc, Messon, Montgueux, Prugny, La Rivière-de-Corps, Saint-Germain és Sainte-Savine községekkel határos.

## Népesség
A település népessége az elmúlt években az alábbi módon változott:
| Lakosok száma | 343  | 589  | 767  | 829  | 919  | 951  | 969  | 988  | 995  | 1035 |
|               | 1968 | 1982 | 1990 | 2006 | 2013 | 2015 | 2017 | 2019 | 2020 | 2022 |